# První toruňský mír

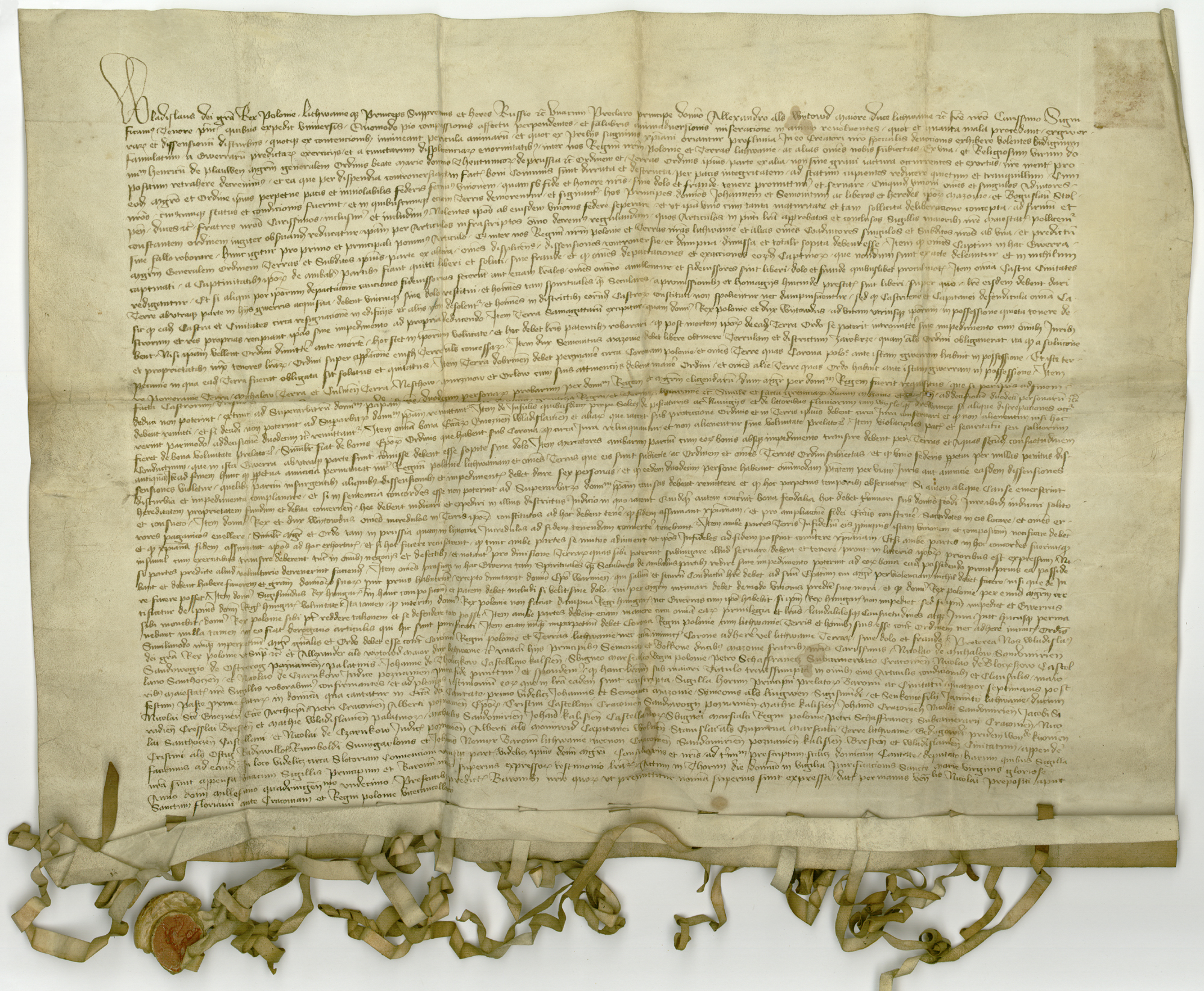
Původní dokument mírové smlouvy (chybí velká část pečetě)

První toruňský mír byl důsledkem bitvy u Grunwaldu v roce 1410 a byl uzavřen počátkem roku 1411 v Toruň.
Na jeho základě se poražený řád německých rytířů musel vzdát Žmudi (Žemaitska), která se tak stala součástí litevského velkoknížectví, a Dobrzyňska, jež získalo Polsko. Kromě toho musel polské straně zaplatit vysoké kontribuce jako výkupné za zajaté členy řádu. Soudí se však, že to, co Polsko a Litva získaly na základě mírového ujednání, neodpovídalo vojenskému významu grunwaldského vítězství.